# Jerzy Betlejko
Jerzy Betlejko (ur. 6 maja 1970) – polski biblista, nauczyciel akademicki i tłumacz prawosławny, brał udział między innymi w przygotowaniu ekumenicznego przekładu Biblii i prawosławnego przekładu Świętej Ewangelii. Uczestniczył w zakończonych już pracach Komisji ds. prawosławnego tłumaczenia Nowego Testamentu na język polski.

## Życiorys
W 1992 ukończył Wyższe Prawosławne Seminarium Duchowne w Warszawie z siedzibą w Jabłecznej. W 1998 ukończył studia na Wydziale Teologicznym Uniwersytetu Arystotelesa w Salonikach, zaś w 1999 studia na Wydziale Teologicznym Chrześcijańskiej Akademii Teologicznej w Warszawie (ChAT). Od 1999 jest nauczycielem akademickim Wydziału Teologicznego Chrześcijańskiej Akademii Teologicznej w Warszawie. Jest także wykładowcą Prawosławnego Seminarium Duchownego w Warszawie. Brał udział, jako redaktor naukowy, w przygotowaniu ekumenicznego przekładu Biblii, był też autorem tłumaczenia 3 Księgi Machabejskiej i Mądrości Syracha. Publikował również w Roczniku Teologicznym. Był tłumaczem delegacji Polskiego Autokefalicznego Kościoła Prawosławnego na Święty i Wielki Sobór Kościoła Prawosławnego. W 2019 bezskutecznie ubiegał się o urząd dyrektora generalnego Towarzystwa Biblijnego w Polsce. 